# ТВ Ас
ТВ Ас је српска локална телевизија. Телевизијска кућа се налази у Шапцу, у улици Краља Милана бр.9. Сигналом покрива: Мачву, Поцерину и Подриње. Сигнал шаље са планине Цер. У склопу телевизије је регионални радио Ас Радио свој програм емитује на фреквенцији 99,3 Mhz, a телевизија на 52 uhf и 51 uhf. Радио и телевизију је могуће пратити и путем интернета (www.rtvas.rs), тако да је доступна целом свету. Радио је почео са радом 18. септембра 1994. године, а телевизија 25. септембра 1998. године.

## Емисије
- Наше село
- Бизнис зона
- Пољоприведник
- Гост са поводом
- ТВ Лекар
- Прозор у свет
- Отворени студио
- Како да не
- На лицу места (Вести-информативна емисија)
- Граду у походе
- АС спорт
- Недељно поподне